# Gell-Mann-matrices
De Gell-Mann-matrices zijn acht lineair onafhankelijke hermitische 3×3-matrices met spoor 0 die een mogelijke representatie van de infinitesimale generatoren van de speciale unitaire groep {\displaystyle \mathrm {SU} (3)} vormen. Zij zijn genoemd naar de Amerikaanse natuurkundige Murray Gell-Mann en worden gebruikt in de studie van de sterke wisselwerking in de deeltjesfysica en het quarkmodel en, in mindere mate, in de kwantumchromodynamica. 

## Definitie
De Gell-Mann-matrices {\displaystyle \lambda _{1},\ldots ,\lambda _{8}} zijn de acht 3×3-matrices:
| {\displaystyle \lambda _{1}={\begin{pmatrix}0&1&0\\1&0&0\\0&0&0\end{pmatrix}}}  | {\displaystyle \lambda _{2}={\begin{pmatrix}0&-i&0\\i&0&0\\0&0&0\end{pmatrix}}}                       | {\displaystyle \lambda _{3}={\begin{pmatrix}1&0&0\\0&-1&0\\0&0&0\end{pmatrix}}} |
| {\displaystyle \lambda _{4}={\begin{pmatrix}0&0&1\\0&0&0\\1&0&0\end{pmatrix}}}  | {\displaystyle \lambda _{5}={\begin{pmatrix}0&0&-i\\0&0&0\\i&0&0\end{pmatrix}}}                       | {\displaystyle \lambda _{6}={\begin{pmatrix}0&0&0\\0&0&1\\0&1&0\end{pmatrix}}}  |
| {\displaystyle \lambda _{7}={\begin{pmatrix}0&0&0\\0&0&-i\\0&i&0\end{pmatrix}}} | {\displaystyle \lambda _{8}={\frac {1}{\sqrt {3}}}{\begin{pmatrix}1&0&0\\0&1&0\\0&0&-2\end{pmatrix}}} |                                                                                 |
Deze matrices hebben een spoor gelijk aan 0 en zijn hermitisch en onderling orthogonaal met betrekking tot het (gewone) frobenius-inproduct: 
{\displaystyle \langle \lambda _{i},\lambda _{j}\rangle _{F}=\sum _{p.q}{\bar {\lambda }}_{ipq}\lambda _{jpq}=\operatorname {sp} (\lambda _{i}\lambda _{j})=2\delta _{ij}}
Deze eigenschappen werden gekozen door Gell-Mann, omdat zij dan de eigenschappen van de pauli-matrices generaliseren. 
De groep {\displaystyle \mathrm {SU} (3)} is een reële lie-algebra van dimensie acht, en de Gell-Mann-matrices vormen een representatie daarvan en zijn lineair onafhankelijke generatoren, die voldoen aan de commutatierelaties
{\displaystyle [\lambda _{p},\lambda _{q}]=2i\sum _{k}f^{pqk}\lambda _{k}}
De structuurconstanten {\displaystyle f^{ijk}} zijn volledig antisymmetrisch in de drie indices en hebben dus als gevolg van de jacobi-identiteit de waarde 0, tenzij er een oneven aantal indices uit de getallen 2, 5 en 7 komt. In die gevallen zijn de waarden: 
{\displaystyle f^{123}=1}
{\displaystyle f^{147}=f^{165}=f^{246}=f^{257}=f^{345}=f^{376}={\tfrac {1}{2}}}
{\displaystyle f^{458}=f^{678}={\tfrac {1}{2}}{\sqrt {3}}}
In deze voorstelling vormen de lineaire combinaties (met reële coëfficiënten) van de twee matrices {\displaystyle \lambda _{3}} en {\displaystyle \lambda _{8}}, die met elkaar commuteren, de cartan-deelalgebra. Er zijn 3 onafhankelijke {\displaystyle \mathrm {SU} (2)} deelgroepen: {\displaystyle \{\lambda _{1},\lambda _{2},\lambda _{3}\},\,\{\lambda _{4},\lambda _{5},x\}} en {\displaystyle \{\lambda _{6},\lambda _{7},y\}}, waarin {\displaystyle x} en {\displaystyle y} lineaire combinaties van {\displaystyle \lambda _{3}} en {\displaystyle \lambda _{8}} zijn.